# Sint-Willibrorduskerk (Ossenisse)

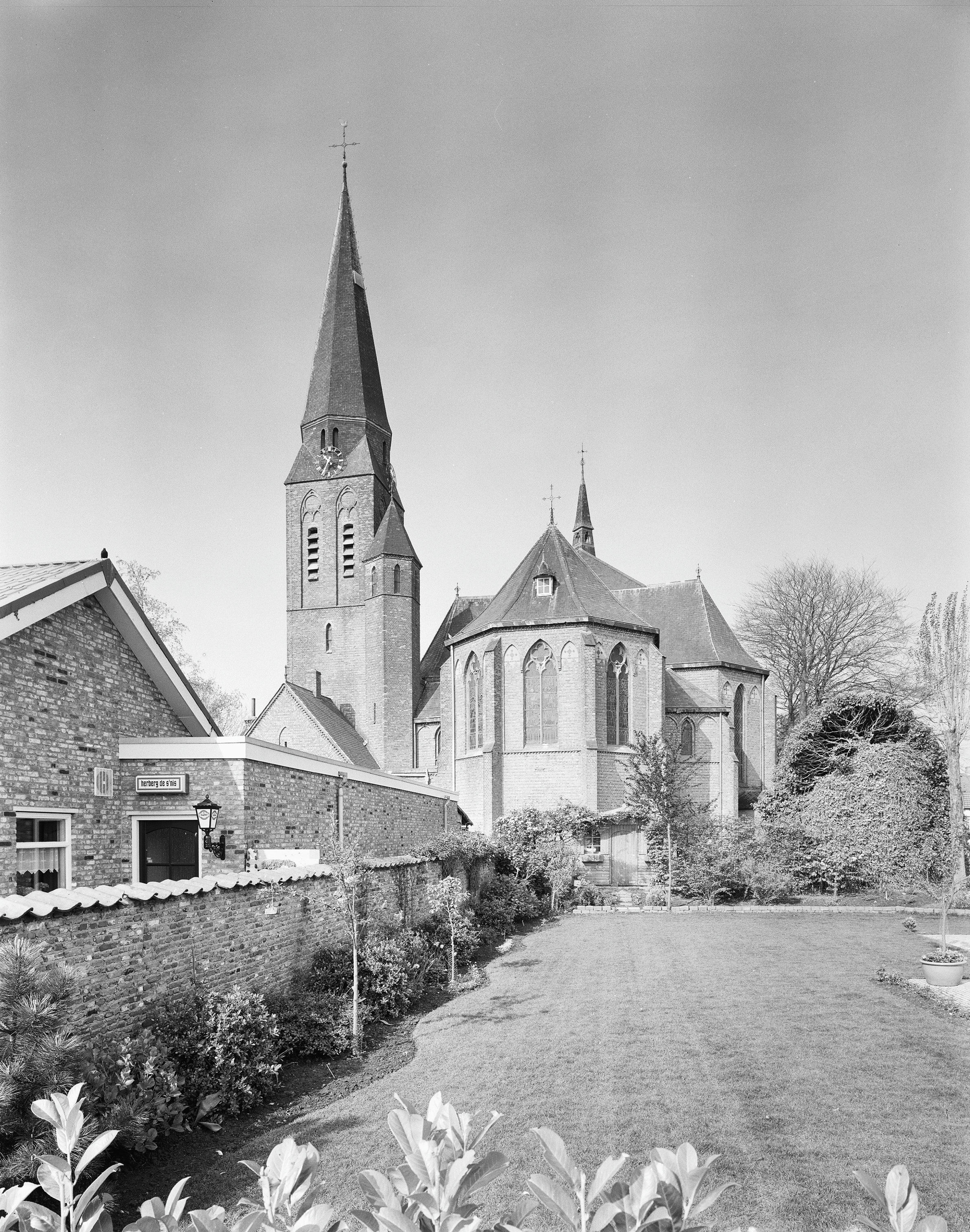
Overzicht

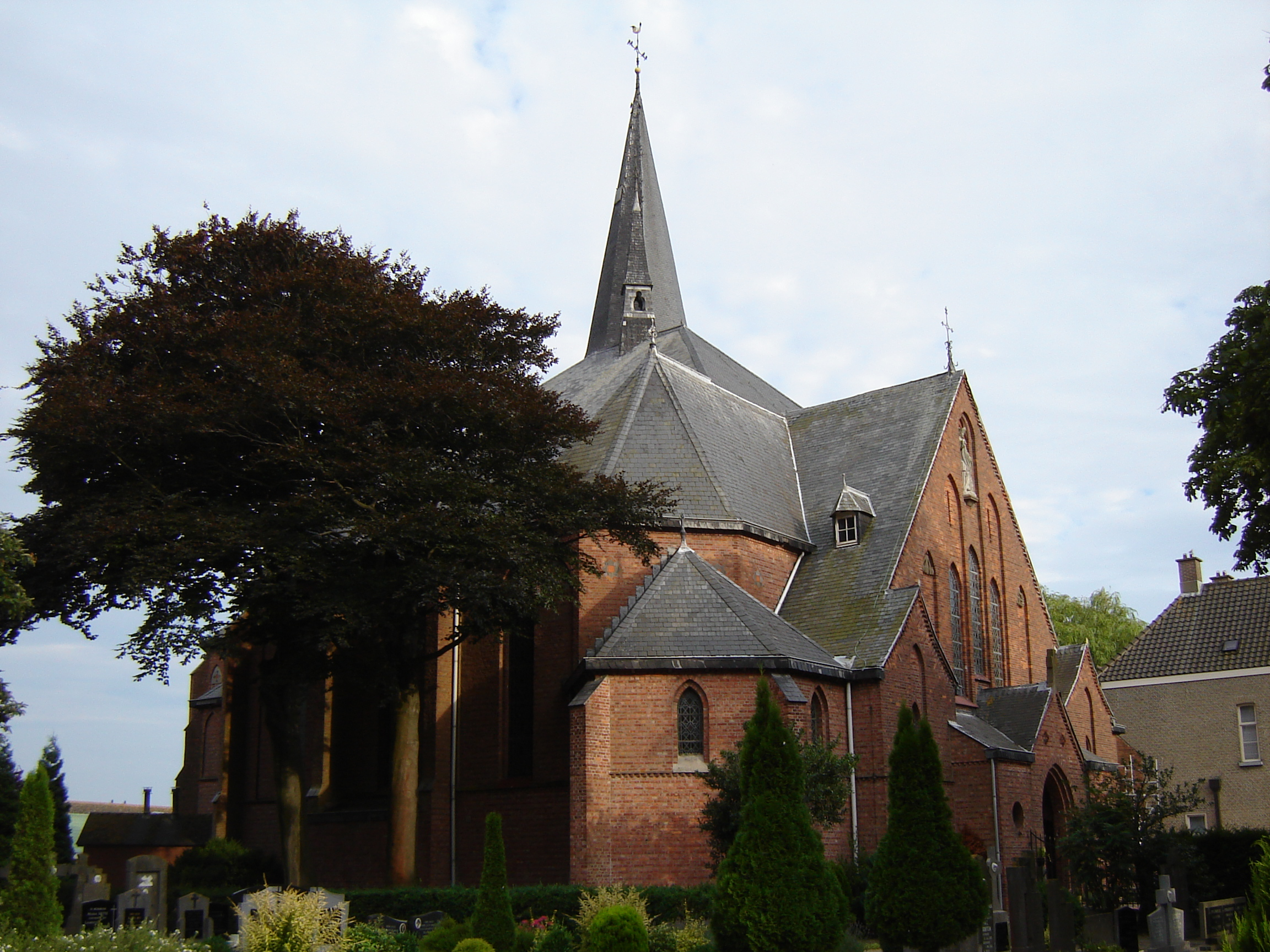
Sint-Willibrorduskerk

De Sint-Willibrorduskerk is de voormalige parochiekerk van het tot de Zeeuwse gemeente Hulst behorende dorp Ossenisse, gelegen aan Dorpsstraat 12.

## Geschiedenis
In 1796 werd een aan Sint-Willibrordus gewijde parochiekerk gesticht. Deze werd in 1853 gesloopt en vervangen door een nieuwe kerk welke op zijn beurt in 1914 werd gesloopt om vervangen te worden door de huidige kerk, ontworpen door Wolter te Riele. Dit is een laat-neogotisch bakstenen bouwwerk. De kerk is weliswaar driebeukig, maar heeft een gedrongen vorm. Het koor is mogelijk naar de hoofdvorm van de voorgangerkerk gebouwd. De kerk heeft een naastgebouwde toren met achtzijdige spits, die geflankeerd wordt door een lager traptorentje.
De kerk werd in 1998 onttrokken aan de eredienst. In 2005 werd een woning in de kerk gebouwd en in 2008 werd de toren gerestaureerd.
Het rond 1850 gebouwde orgel, is in 1961 vervangen door een orgel gebouwd door fa. Vermeulen uit Weert.